# Jelenka
Jelenka (vitryska: Еленка) är ett vattendrag i Belarus. Det ligger i den nordöstra delen av landet, 110 km öster om huvudstaden Minsk.
I omgivningarna runt Jelenka växer i huvudsak blandskog. Runt Jelenka är det glesbefolkat, med 15 invånare per kvadratkilometer.